# Jože Zupančič (ravnatelj)
Jože Zupančič [jóže zupánčič], slovenski pedagog in ravnatelj, * 3. avgust 1936, Ruše, Slovenija (tedaj Jugoslavija).

## Izobrazba
Zupančič je končal gimnazijo leta 1956 na Ravnah na Koroškem, diplomiral pa je iz geografije na Naravoslovni fakulteti v Ljubljani leta 1960. Kmalu potem, ko se je leta 1962 kot profesor geografije zaposlil na Gimnaziji Celje (danes I. gimnazija v Celju), je opravil tudi strokovni izpit.

## Pedagoška pot
Zupančič je nekaj let bil ravnatelj Osnovne šole Štore, od leta 1976 je bil ravnatelj I. gimnazije v Celju. Sredi devetega mandata, v svojem 71 letu, je s položaja ravnatelja nepreklicno odstopil.
Leta 1962 je kot profesor na Gimnaziji Celje prevzel vodenje oddelkov odraslih in bil izredno dejaven pri oblikovanju demokratičnih odnosov v šoli. Bil je mentor šolske dijaške skupnosti, ki se je uveljavila tudi v jugoslovanskem prostoru. Zupančič je tudi v letih, ko je deloval v intenzivni gospodarski panogi, s predavanji in sodelovanjem v številnih šolskih organih takratnega sistema obdržal stik z vzgojo in izobraževanjem. Občinska skupščina Celje ga je 21. julija 1971 imenovala za ravnatelja Osnovne šole Štore. V tej šoli je bil ravnatelj do 31. oktobra 1976, uspelo mu jo je uveljaviti po strokovni in materialni plati; s strokovnega vidika je pomembno, da je že takrat združil oddelke vrtca s šolo, šolo pa je odprl tudi staršem. Njegova zasluga je bila izgradnja novega vrtca ob šoli in nove sodobne šolske kuhinje. En mandat je bil tudi predsednik izvršnega odbora občinske izobraževalne skupnosti.
V teh letih je prispeval k ugledu Celja tudi s tem, ko je predlagal ustanovitev Pedagoškega društva v Celju, sam pa je postal 14. oktobra 1978 tudi habilitiran profesor višje šole v Mariboru.
Občinska skupščina Celje je 7. oktobra 1976 prof. Zupančiča imenovala za ravnatelja I. gimnazije v Celju, takrat imenovane Gimnazija Celje. Pozneje je prišlo tudi do imenovanja na MZŠŠ. Zadnje imenovanje je bilo leta 2004. Učiteljski zbor ga je na tajnem glasovanju podprl z 90 % glasov; njegov edini protikandidat je bil Oto Račečič. Pozitivno mnenje sta mu podala tudi komisija za volitve in imenovanja pri Mestni občini Celje ter svet šole, v katerem je pet učiteljev, dva dijaka, dva starša, predstavnik ministrstva in predstavnik občine. Omenjeni svet je z desetimi glasovi za potrdil Zupančiča, medtem ko se je predstavnik Mestne občine Celje vzdržal. Na I. gimnaziji je ravnateljeval 31 let, s tem pa je imel tudi uradno najdaljši ravnateljski staž v Sloveniji. Taka doba ravnateljevanja je svojevrsten dosežek tudi v evropskem merilu. 
V letih njegovega vodenja šole je maturiralo več kot 6000 dijakov. Pri vračanju gimnazije je imel velik vpliv, saj je kot predsednik Strokovnega sveta za družboslovje sooblikoval sedanji predmetnik in učne načrte gimnazij (ki pa so bili leta 1990 manj obsežni kot danes). Po njegovem predlogu so ukinili predmete samoupravljanje s temelji marksizma, osnove tehničnega praktikuma ter obrambo in zaščito ter jih nadomestili z več jezikovnimi in naravoslovnimi predmeti. Zupančič je bil med drugim tudi vodja skupine pri novem predmetniku gimnazije, sam pa je v Sloveniji v šole spet uvedel latinščino. Zupančič je tudi utemeljeval ustanovitev klasičnih, športnih in glasbenih oddelkov v Sloveniji. Leta 2007 je z mesta ravnatelja nepreklicno odstopil po skoraj štiridesetih letih pedagoškega dela.

## Udejstvovanje v politiki
Leta 1990 je bil na neposrednih volitvah izvoljen v DPZ občinske skupščine Celje ter za delegata Zbora združenega dela Skupščine Republike Slovenije. Obe dolžnosti je opravljal nepoklicno, v Celju pa je aktivno sodeloval na večini sej. Zboru združenega dela, ki so ga sestavljali delegati iz gospodarstva, šolstva, kulture, sociale, zdravstva, kmetijstva, obrti, državnih organov, družbenopolitičnih organizacij in predstavnik vojske, je kot zadnji predsedoval Zupančič, ki je tudi vodil slavnostno spominsko zasedanje.
V Ljubljani je že prvi dan zasedanja Zbora združenega dela dal pobudo za ustanovitev poslanskega kluba neodvisnih. Postal je prvi predsednik neodvisnih in pripravil vse akte za uspešno delo. Klub je imel v tem mandatu zaradi velikega števila članov (26) velik vpliv na dogajanje v celotnem parlamentu. Ko je bil Zupančič izvoljen za predsednika Zbora združenega dela, je prepustil predsedovanje kluba sodelavcem, kljub temu pa je v klubu ostal nesporna avtoriteta; brez njegovega mnenja ni bilo sprejeto nobeno stališče.
Zupančič je bil izvoljen še za predsednika Odbora za šolstvo in šport, imenovan je bil za člana Odbora za svetovni kongres in bil predstavnik skupščine v Svetu RTV.
Kot predsednik ZZD je sodeloval pri pripravi sej, udeležil se je vseh usklajevalnih sestankov predsedstva skupščine in sestankov z Izvršnim svetom. Z Izvršnim svetom je imel odlične stike; večino njegovih predlogov so sprejeli. Izvedba sprejetja ustave, dokumentov za plebiscit in osamosvojitev, lastninjenje, področni zakoni in celoten prehod na nove demokratične razmere so se izvedli najprej v ZZD. Zupančič je vodil 57 sej zbora in 13 skupnih zasedanj vseh treh zborov.
Zupančič je bil tudi predsednik Odbora za šolstvo in šport; vodil je vse seje. Večino predlogov Odbora so vsi trije zbori tudi sprejeli. Zupančič je takoj, ko mu je potekel mandat v ZZD, odstopil kot član Sveta RTV. Po letu 1995 ni več sodeloval v političnih javnih ustanovah.

## Udejstvovanje v turizmu
Prvo službo v Celju je dobil leta 1961 na Celjski turistični zvezi kot organizacijski tajnik, takrat je napisal vrsto člankov in razprav o možnosti turističnega razvoja. Leta 1966 je pri Izletniku Celje prevzel naloge direktorja turističnega sektorja in tam ostal do leta 1971. V teh letih je Izletnikov turizem doživel izjemen razmah, Zupančič pa je sodil med vodilne turistične delavce v Sloveniji.

## Družina
Njegov mlajši sin Tadej je znani novinar, ki že več let deluje v Združenem kraljestvu, starejši sin Matjaž pa je umrl v železniški nesreči.

## Priznanja
V šolskem letu 2001/2002 je prejel najvišje priznanje, ki se podeljujejo v Sloveniji na področju šolstva - nagrado MŠZŠ za življenjsko delo